# 王堯民
王堯民（1571年—？），字民皥，號太樸，陕西漢羌衛（在汉中府南郑县）官籍直隶灤州人，明朝政治人物，进士出身。

## 生平
隆慶辛未（1571年）四月二十八日生。萬曆二十二年（1594年）甲午科陕西鄉試第十四名舉人，登萬曆三十二年（1604年）甲辰科進士，三十三年任山西蒲州知州，丁憂，三十七年補任河南禹州知州，時尚寛厚，玩愒成風，宗室交横，民不聊生。堯民性廉直，察吏之作奸者，立寘重法。民之逋賦，半系收者乾没，嚴以比之，侵欺不得行。锄强扶弱，小民始有生氣。以强项忤當道意，為里豪所诬，論劾，乡民李登仕等诣阙訟冤，吏部尚书孫丕揚為之歎息，覆疏有“衆服刚明”之语，升山東東昌府知府，仕终湖廣副使。

## 家族
曾祖王臣，漢羌衛指挥使；祖王光祚，进阶昭毅將軍、指挥使；父王屏，举人，官順德府同知。嫡母趙氏，封孺人；生母蔡氏。永感下。兄王堯統（指挥）、堯仁。弟堯官、堯相、堯典、堯俞。娶邢氏。子王绳科。